# Csarada család
Elefánti Csarada család egy állítólag Bereg vármegyéből Nyitra vármegyébe származott család.
Származásukat a Charnavodai családtól feltételezték, mely szerint Charnavodai Gábor fia Mihály Nyitra vármegyében a nemespanni Bartha család egyik nőtagját vette volna feleségül. Tőle származott fia Mihály, pani Bartha Mihály lelkész kérésére 1686-ban (?) I. Lipót királytól nemességet kapott, amelyet Nyitra vármegyében 1687-ben Galgócon hirdettek ki. Nemesi bizonyítványokat Nyitra vármegyétől 1826-ban Csarada János és József kaptak.
Ezen Mihály Dávid László leányát vette feleségül, tőle származott unokája Pál, Kopcsányi Évát vette feleségül, aki révén Elefánton lett birtokos. Neki János fia a pozsony megyei Alsócsöllén lett birtokos. Csarada György királyi udvarnok, császári tanácsos Szomorfalván, Lovászon, Körtvélyesen, Alsó- és Felsőelefánton is birtokos volt. 1847-ben Csarada István Sarlóskán is birtokos volt.
A család címerét és családfa részletét Nagy Iván, Kempelen Béla, Siebmacher, Magyarország Címeres Könyve I. és Szluha Márton közölte.
Címerükben Kék alapon, zöld hármasdombon vérző török fejet átszúró szablyát tartó és három nyílvesszővel (szeggel ?) átlőtt, vértes kar található. Jobbra hatágú csillag, balra csökkenő félhold. Sisakdíszben növekvőn. Foszladék arany-kék és ezüst-vörös. Címerük a leírtak szerint azonos a Bartha és a Nigrini családéval.

## Kastélyaik
- Felsőelefánton a kihalt Elefánty család kastélyát birtokolták.

## Neves családtagok

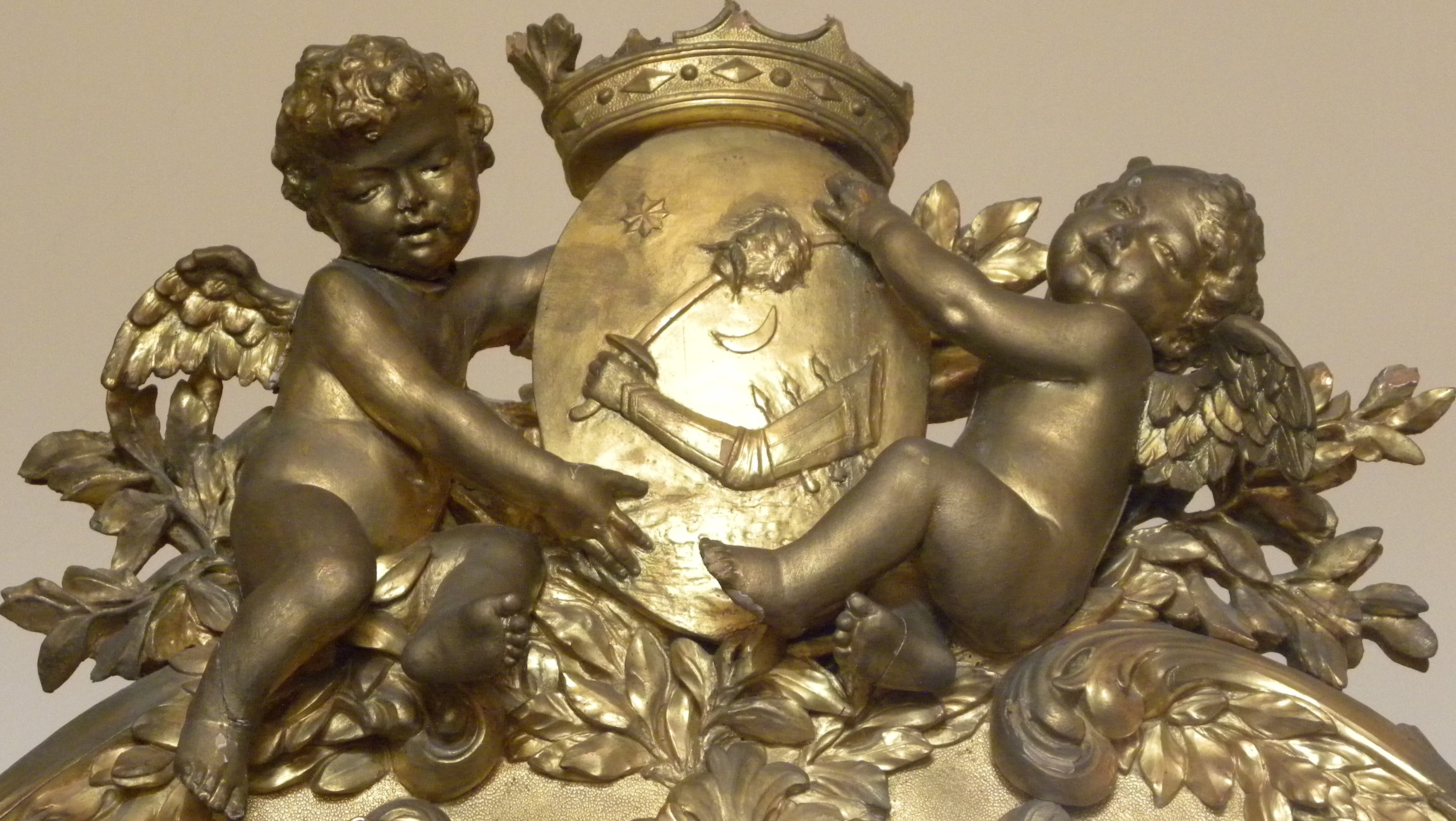
Címerük

- Csarada János Pozsony vármegye jegyzője.
- Csarada György császári tanácsos,[8] ügyvéd.
- Csarada János (1850–1923) jogász, egyetemi tanár.
- Csarada Aladár nyitra járási gyám.
- Csarada Gusztáv (1864-1937) egyetemi tanár.